# Josep Maria Ràfols Cabrisses
Josep Maria Ràfols Cabrisses   (Vilanova i la Geltrú, 1951), conegut com a "Mima Ràfols" és un periodista, historiador i escriptor català.
Fill de Josep Maria Ràfols i Vidal i de Francesca Cabrisses Vilàs. Ràfols va estudiar periodisme a la Escola Oficial de Periodisme i va començar a treballar al Diario de Barcelona. Posteriorment fou un dels membres fundacionals d'El Periódico de Catalunya, de l'edició catalana d'El País i de TV3, on va ser el primer director del Telenotícies i el cap dels Serveis Informatius. El 1989 deixà TV3 per reincorporar-se al Periòdico, on assumeix diverses tasques de responsabilitat fins a l'estiu de 2006.
Actualment es dedica a la investigació periodística, fruit de la qual és coautor del llibre Tarradellas, el guardià de la memòria (Editorial Pòrtic, 2017) i de dues col·leccions de llibres sobre la Primera i la Segona Guerra Mundial. El 2017 publicà la seva primera novel·la, El Xiscle de la Sirena (Pagès Editors), la qual fou guardonada amb el premi Fiter i Rossell del Cercle de les Arts i de les Lletres d'Andorra 2016. El seu últim llibre és La increïble història del bisbe Irurita, on explica que el prelat de Barcelona durant la Guerra Civil no va ser afusellat a la tàpia del cementiri de Montcada, com refereix el relat fet pel franquisme acabada la guerra, i relata allò que realment li succeí.